# Дожити до світанку
«Дожити до світанку» (рос. «Дожить до рассвета») — російський радянський воєнний фільм Віктора Соколова та Михайла Єршова, знятий по однойменній повісті Василя Бикова. Прем'єра відбулась 28 лютого 1977 року.

## Сюжет фільму
Фільм розповідає про події листопада-грудня 1941 року. Німецькі війська підступили до Москви. Радянські війська міцно стоять в обороні. Група розвідників повернулась із розвідки і принесла командуванню інформацію про розташування в тилу ворога складу з пальним. Було вирішено направити на знищення складу розвідувально-диверсійну групу. Але чи дістанеться вона бажаного місця і чи усі бійці залишаться живими?

## В ролях
| Актор              | Роль                  |
| ------------------ | --------------------- |
| Олександр Михайлов | лейтенант Івановський |
| Олексій Горячев    | Пивоваров             |
| Світлана Орлова    | Янинка                |
| Олексій Панькін    | Лукашов               |
| Микола Кузьмін     | Дюбін                 |
| Павло Кашлаков     | Краснокуцький         |
| Юрій Чурін         | Заєць                 |
| Даутов Н.          | Хакімов               |
| Валерій Філонов    | Судник                |
| Батищев Ф.         | Шелудяк               |

## Знімальна група
- Режисери: Віктор Соколов, Михайло Єршов
- Сценаристи: Віктор Соколов, Василь Биков
- Оператор: Борис Тімковський
- Композитор: Веніамін Баснер